# Perły
Perły (Duits: Perlswalde) is een dorp in de Poolse woiwodschap Ermland-Mazurië. De plaats maakt deel uit van de gemeente Węgorzewo.